# Hypodoxa ruptilinea
Hypodoxa ruptilinea är en fjärilsart som beskrevs av Louis Beethoven Prout 1913. Hypodoxa ruptilinea ingår i släktet Hypodoxa och familjen mätare. Inga underarter finns listade i Catalogue of Life.